# Nati il 29 giugno

## XIII secolo(2)
- 1227 - Hōjō Tokiyori, militare giapponese († 1263)
- 1251 - Pietro I d'Alençon, nobile francese († 1284)

## XIV secolo(3)
- 1318 - Yusuf I, sultano arabo († 1354)
- 1326 - Murad I, sultano ottomano († 1389)
- 1398 - Giovanni II d'Aragona, sovrano († 1479)

## XV secolo(4)
- 1475 - Beatrice d'Este, duchessa, stilista e mecenate italiana († 1497)
- 1482 - Maria di Trastámara, regina († 1517)
- 1487 - Andrea Corsali, navigatore italiano
- 1488 - Pedro Pacheco Ladrón de Guevara, cardinale e vescovo cattolico spagnolo († 1560)

## XVI secolo(10)
- 1517 - Rembert Dodoens, botanico e medico fiammingo († 1585)
- 1520 - Niccolò Fattore, pittore spagnolo († 1583)
- 1521 - Giovanni II di Schleswig-Holstein-Haderslev, principe danese († 1580)
- 1528 - Giulio di Brunswick-Lüneburg, vescovo cattolico tedesco († 1589)
- 1540 - Ana de Mendoza, nobile spagnola († 1592)
- 1543 - Cristina d'Assia, nobile tedesca († 1604)
- 1552 - Elizabeth Spencer, baronessa Hunsdon, nobildonna e poetessa inglese († 1618)
- 1556 - Geremia da Valacchia, religioso italiano († 1625)
- 1596 - Go-Mizunoo, imperatore giapponese († 1680)
- 1600 - Maria Maddalena de' Medici, nobildonna italiana († 1633)

## XVII secolo(10)
- 1603 - Pietro Michiele, poeta italiano († 1651)
- 1620 - Masaniello, rivoluzionario italiano († 1647)
- 1622 - Emerich Sinelli, vescovo cattolico austriaco († 1685)
- 1632 - Christian Adolf Balduin, alchimista tedesco († 1682)
- 1636 - Thomas Hyde, orientalista inglese († 1703)
- 1637 - Luca Pertusati, I conte di Castelferro, nobile e politico italiano († 1718)
- 1638 - Heinrich Meibom, medico tedesco († 1700)
- 1672 - Pietro Nelli, pittore italiano († 1740)
- 1684 - Clelia Grillo Borromeo, nobildonna e mecenate italiana († 1777)
- 1685 - Pierre-François Guyot Desfontaines, abate, critico letterario e traduttore francese († 1745)

## XVIII secolo(36)
- 1715 - Heinrich Kajetan von Blümegen, politico e nobile austriaco († 1788)
- 1715 - Pedro de Cevallos, militare spagnolo († 1778)
- 1725 - Maria Teresa Cybo-Malaspina, sovrana italiana († 1790)
- 1725 - Pietro Perfetti, incisore italiano († 1770)
- 1726 - Aleksandr Filippovič Kokorinov, architetto russo († 1772)
- 1729 - Antonín Theodor Colloredo-Waldsee, cardinale e arcivescovo cattolico austriaco († 1811)
- 1730 - Antonia Barbiano di Belgiojoso, scrittrice e mecenate italiana († 1773)
- 1732 - Sofia Luisa di Anhalt-Bernburg, nobile († 1786)
- 1735 - Pierre-Joseph Picot de Clorivière, gesuita francese († 1820)
- 1737 - Platone II, monaco cristiano e teologo russo († 1812)
- 1743 - Adolfo d'Assia-Philippsthal-Barchfeld, nobile († 1803)
- 1748 - Pietro Cossali, matematico italiano († 1815)
- 1751 - William Roxburgh, botanico scozzese († 1815)
- 1754 - Ivan Nikolaevič Rimskij-Korsakov, politico russo († 1831)
- 1758 - Clotilde Tambroni, filologa, linguista e poetessa italiana († 1817)
- 1764 - Maximilian von Merveldt, generale e diplomatico austriaco († 1815)
- 1766 - Carlo I di Isenburg-Büdingen-Birstein, nobile e militare tedesco († 1820)
- 1769 - Luisa Granito, poetessa e patriota italiana († 1832)
- 1771 - Pëtr Andreevič Šuvalov, ufficiale russo († 1808)
- 1774 - Amalia d'Assia-Homburg, nobildonna († 1846)
- 1781 - Alessandro d'Angennes, arcivescovo cattolico e politico italiano († 1869)
- 1782 - Hans Christian Lyngbye, botanico danese († 1837)
- 1783 - Adrien de Gasparin, politico e agronomo francese († 1862)
- 1784 - Alejandro María Aguado, banchiere spagnolo († 1842)
- 1786 - Pedro Juan Caballero, politico paraguaiano († 1821)
- 1786 - Alexandre Pierre Moline de Saint-Yon, generale, politico e scrittore francese († 1870)
- 1791 - Ugo Pietro Spinola, cardinale italiano († 1858)
- 1793 - Josef Ressel, inventore austriaco († 1857)
- 1794 - Enrico XX di Reuss-Greiz, principe († 1859)
- 1797 - Frederic Baraga, missionario, filologo e vescovo cattolico sloveno († 1868)
- 1798 - Willibald Alexis, scrittore tedesco († 1871)
- 1798 - Giacomo Leopardi, poeta, filosofo e scrittore italiano († 1837)
- 1799 - François-Auguste Biard, pittore e viaggiatore francese († 1882)
- 1799 - Joseph Pelloux, politico italiano († 1866)
- 1800 - William Boxall, pittore britannico († 1879)
- 1800 - Carlo Paolo Marchesi, ingegnere e disegnatore italiano († 1840)

## XIX secolo(146)
- 1801 - Pietro Alfieri, musicologo, compositore e presbitero italiano († 1863)
- 1801 - Carlo di Prussia, principe prussiano († 1883)
- 1801 - Pedro Santana, politico dominicano († 1864)
- 1804 - Charles de Choiseul-Praslin, politico francese († 1847)
- 1804 - Édouard Ducpétiaux, giornalista belga († 1868)
- 1807 - Moritz Abraham Stern, matematico tedesco († 1894)
- 1809 - Étienne Vacherot, filosofo e politico francese († 1897)
- 1811 - Giovanni Maria Borri, pittore italiano († 1876)
- 1812 - Samuel Tzschirner, rivoluzionario, avvocato e politico tedesco († 1870)
- 1814 - Piotr Semenenko, presbitero e teologo polacco († 1886)
- 1815 - Emilia Luti, insegnante italiana († 1882)
- 1815 - Ambrose St. John, presbitero inglese († 1875)
- 1816 - Jacob van Zuylen van Nijevelt, politico olandese († 1890)
- 1818 - Pier Eleonoro Negri, ufficiale italiano († 1887)
- 1818 - Mayer Amschel de Rothschild, politico britannico († 1874)
- 1819 - Nicolae Bălcescu, rivoluzionario rumeno († 1852)
- 1819 - Marie Escudier, giornalista e musicologo francese († 1880)
- 1820 - Jules Babick, chimico e attivista polacco († 1902)
- 1820 - Paulos Lampros, numismatico greco († 1887)
- 1822 - Antonio Petito, attore teatrale, drammaturgo e regista teatrale italiano († 1876)
- 1826 - Charles Ernest Beulé, archeologo, politico e numismatico francese († 1874)
- 1826 - Alexis-Joseph Mazerolle, pittore francese († 1889)
- 1829 - Tat'jana Aleksandrovna Ribaupierre, nobildonna russa († 1879)
- 1830 - Pietro Locchi, fantino italiano
- 1830 - John Quincy Adams Ward, scultore statunitense († 1910)
- 1831 - Vincenzo Palizzolo Gravina, storico italiano († 1914)
- 1831 - Samuel F. Tappan, giornalista e militare statunitense († 1913)
- 1832 - Rebecca Ar-Rayès, monaca cristiana e santa libanese († 1914)
- 1833 - Pietro Gerolamo Invernizzi, patriota italiano († 1880)
- 1833 - Peter Waage, chimico norvegese († 1900)
- 1834 - Luigi Chiala, politico e giornalista italiano († 1904)
- 1834 - Biagio Licata di Baucina, politico italiano († 1893)
- 1835 - Celia Thaxter, poetessa e scrittrice statunitense († 1894)
- 1838 - Étienne-Prosper Berne-Bellecour, pittore e illustratore francese († 1910)
- 1839 - Igino Ugo Tarchetti, scrittore, giornalista e militare italiano († 1869)
- 1842 - Josef Labor, pianista, organista e compositore boemo († 1924)
- 1843 - Heinrich Büssing, inventore e imprenditore tedesco († 1929)
- 1844 - Francesco Durante, politico e chirurgo italiano († 1934)
- 1844 - Pietro I di Serbia, re serbo († 1921)
- 1844 - Federico Peliti, imprenditore, fotografo e scultore italiano († 1914)
- 1844 - Pëtr Nikitič Tkačëv, rivoluzionario e scrittore russo († 1886)
- 1846 - Giacomo Gandi, pittore italiano († 1932)
- 1846 - Francesco Gioli, pittore italiano († 1922)
- 1846 - Pierre de La Gorce, magistrato, avvocato e storico francese († 1934)
- 1846 - Pedro Montt, avvocato e politico cileno († 1910)
- 1847 - Paul Flechsig, psichiatra, anatomista e patologo tedesco († 1929)
- 1849 - Pietro Costa, scultore italiano († 1901)
- 1849 - Olena Pčilka, editrice, scrittrice e etnografa ucraina († 1930)
- 1849 - Sergej Jul'evič Vitte, politico russo († 1915)
- 1853 - Paul Véronge de la Nux, compositore francese († 1928)
- 1853 - Archibald Robertson, vescovo anglicano e teologo britannico († 1931)
- 1855 - Karol Sliwowski, vescovo cattolico polacco († 1933)
- 1857 - Jean-François Klobb, ufficiale francese († 1899)
- 1861 - William James Mayo, medico statunitense († 1939)
- 1862 - Vincenzo Pericoli, prefetto e politico italiano († 1931)
- 1862 - Eugenio Rebaudengo, imprenditore e politico italiano († 1944)
- 1863 - Eugène Prévost, ciclista su strada francese († 1961)
- 1863 - Wilbert Robinson, giocatore di baseball e allenatore di baseball statunitense († 1934)
- 1863 - Louis d'Havrincourt, cavaliere francese († 1928)
- 1864 - Pedro Peña, diplomatico e politico paraguaiano († 1943)
- 1865 - Joaquin Abati y Diaz, commediografo spagnolo († 1936)
- 1865 - William Borah, politico statunitense († 1940)
- 1865 - John Coates, tenore inglese († 1941)
- 1865 - Giuseppe Mantica, politico, scrittore e funzionario italiano († 1907)
- 1866 - Pietro Zanolini, vescovo cattolico italiano († 1923)
- 1868 - George Ellery Hale, astronomo e ottico statunitense († 1938)
- 1869 - Emma Goldman, anarchica, attivista e saggista russa († 1940)
- 1870 - Armeno Armeni, pittore e poeta italiano († 1950)
- 1870 - Filiberto Scarpelli, giornalista, fumettista e disegnatore italiano († 1933)
- 1871 - Danilo II del Montenegro, sovrano montenegrino († 1939)
- 1871 - Ange-Marie Hiral, vescovo cattolico francese († 1952)
- 1871 - Luisa Tetrazzini, soprano italiano († 1940)
- 1872 - Oreste Forlani, pittore e illustratore italiano († 1947)
- 1873 - Leo Frobenius, etnologo e africanista tedesco († 1938)
- 1873 - Bernardo Ramelli, architetto svizzero († 1930)
- 1874 - Enrico Besta, giurista e storico italiano († 1952)
- 1874 - Billy George, calciatore inglese († 1933)
- 1875 - Pietro Fineschi, architetto e ingegnere italiano († 1945)
- 1876 - Giovanni Casaleggio, attore teatrale, attore e regista italiano († 1955)
- 1876 - Vincenzo Gerace, letterato italiano († 1930)
- 1876 - John Lordan, maratoneta statunitense († 1937)
- 1877 - Petar Kočić, scrittore serbo († 1916)
- 1877 - Ruurd Leegstra, canottiere olandese († 1933)
- 1878 - Pedro León, attore statunitense († 1931)
- 1878 - Umberto Paradisi, regista, attore e giornalista italiano († 1933)
- 1878 - Teodoro Wolf Ferrari, pittore italiano († 1945)
- 1879 - Benedetto Aloisi Masella, cardinale italiano († 1970)
- 1879 - Aleksandăr Cankov, politico bulgaro († 1959)
- 1879 - Alessandro Della Seta, archeologo e funzionario italiano († 1944)
- 1879 - Ted McLear, lottatore statunitense († 1958)
- 1879 - Zsigmond Móricz, scrittore ungherese († 1942)
- 1880 - Ludwig Beck, generale tedesco († 1944)
- 1881 - Curt Sachs, etnomusicologo tedesco († 1959)
- 1881 - Louis Trousselier, ciclista su strada e pistard francese († 1939)
- 1881 - Gottlob Walz, tuffatore tedesco († 1943)
- 1882 - Duilio Donzelli, scultore e pittore italiano († 1966)
- 1882 - Isidro Fabela, avvocato, scrittore e giornalista messicano († 1964)
- 1882 - Henry Hawtrey, mezzofondista britannico († 1961)
- 1882 - Franz Seldte, politico e militare tedesco († 1947)
- 1883 - Fernand Bosmans, schermidore belga († 1960)
- 1883 - Ofelia Mazzoni, scrittrice, poetessa e attrice teatrale italiana († 1935)
- 1883 - Mario Scotoni, giornalista italiano († 1958)
- 1883 - Norman Whitley, giocatore di lacrosse britannico († 1957)
- 1884 - Pedro Henríquez Ureña, critico letterario, filologo e saggista dominicano († 1946)
- 1885 - Camille Clifford, attrice teatrale e modella belga († 1971)
- 1885 - André Gailhard, compositore francese († 1966)
- 1885 - Izidor Kürschner, calciatore e allenatore di calcio ungherese († 1941)
- 1885 - Andrew Tombes, attore statunitense († 1976)
- 1886 - George Frederick Boyle, pianista, compositore e docente australiano († 1948)
- 1886 - Fred Bullock, calciatore inglese († 1921)
- 1886 - Harry Lachman, pittore, scenografo e regista statunitense († 1975)
- 1886 - William Fielding Ogburn, sociologo statunitense († 1959)
- 1886 - Salvatore Sanmartino, politico italiano († 1969)
- 1886 - Robert Schuman, politico francese († 1963)
- 1886 - Ada Sari, soprano polacca († 1968)
- 1886 - Cesare Zanzottera, ciclista su strada italiano († 1961)
- 1888 - Giovanni Mazzonis, dirigente sportivo e calciatore italiano († 1969)
- 1888 - Adolfo Scalpelli, pittore italiano († 1917)
- 1888 - Vladimir Petrovič Vetčinkin, scienziato sovietico († 1950)
- 1890 - Pietro Montana, scultore, pittore e insegnante statunitense († 1978)
- 1890 - Hendrikje van Andel-Schipper, supercentenaria olandese († 2005)
- 1891 - Petre Andrei, scienziato, sociologo e filosofo romeno († 1940)
- 1891 - Robert Frazer, attore cinematografico statunitense († 1944)
- 1891 - Ferenc Kocsis, calciatore ungherese († 1955)
- 1891 - Biagio Marin, poeta e scrittore italiano († 1985)
- 1892 - Umberto Fraccacreta, poeta italiano († 1947)
- 1892 - Jalmari Holopainen, calciatore finlandese († 1954)
- 1893 - Egidio Arioni, calciatore italiano
- 1893 - Eduard Čech, matematico austro-ungarico († 1960)
- 1893 - Roland Dalbiez, filosofo francese († 1976)
- 1893 - Prasanta Chandra Mahalanobis, statistico e scienziato indiano († 1972)
- 1894 - Charles C. Wilson, attore statunitense († 1948)
- 1895 - Pavel Timofeevič Gorgulov, assassino russo († 1932)
- 1895 - Angelo Tuttoilmondo, giornalista e politico italiano
- 1896 - Davide Cugini, avvocato, storico dell'arte e enigmista italiano († 1991)
- 1896 - Piet Plantinga, pallanuotista olandese († 1944)
- 1897 - Willem Cobben, vescovo cattolico olandese († 1985)
- 1897 - Frederick George Mann, chimico britannico († 1982)
- 1898 - Virginio Ghiringhelli, pittore e decoratore italiano († 1964)
- 1898 - Joseph Magliocco, mafioso italiano († 1963)
- 1898 - Oscar Moccia, funzionario e prefetto italiano († 1976)
- 1899 - Marino Favati, calciatore italiano
- 1899 - Carlo Marelli, calciatore italiano
- 1899 - Carlyle Smith Beals, astronomo canadese († 1979)
- 1900 - Emanuele Rapisarda, latinista italiano († 1989)
- 1900 - Antoine de Saint-Exupéry, scrittore e militare francese († 1944)

## XX secolo(841)
- 1901 - Nelson Eddy, attore statunitense († 1967)
- 1901 - Frieda Inescort, attrice scozzese († 1976)
- 1901 - Henri Letondal, attore francese († 1955)
- 1902 - Pietro Benedetti, partigiano italiano († 1944)
- 1902 - Bonaparte Colombo, matematico italiano († 1989)
- 1902 - Ugo Gnerucci, calciatore italiano
- 1902 - Alfredo Mordini, partigiano italiano († 1969)
- 1902 - Carl-Heinz Schroth, attore e regista austriaco († 1989)
- 1903 - William C. Mellor, direttore della fotografia statunitense († 1963)
- 1903 - Rina Pellegri, poetessa e giornalista italiana († 1975)
- 1903 - Robert Traver, scrittore statunitense († 1991)
- 1904 - Allie Morrison, lottatore statunitense († 1966)
- 1904 - Alfonso Motolese, oculista e politico italiano († 1972)
- 1904 - Umberto Mozzoni, cardinale e arcivescovo cattolico argentino († 1983)
- 1904 - Giuseppe Trabucchi, politico e avvocato italiano († 1975)
- 1904 - Max Winter, imprenditore e dirigente sportivo austriaco († 1996)
- 1905 - Manuel Altolaguirre, poeta spagnolo († 1959)
- 1905 - Pietro Fossati, ciclista su strada italiano († 1945)
- 1905 - Paul Frankeur, attore francese († 1974)
- 1905 - Enrico Rivolta, calciatore italiano († 1974)
- 1905 - Raffaele Saggio, politico italiano († 1966)
- 1905 - Louis Scutenaire, scrittore e poeta belga († 1987)
- 1906 - Heinz Harmel, generale tedesco († 2000)
- 1907 - Juraj Collinásy, pittore slovacco († 1963)
- 1907 - Joan Davis, attrice statunitense († 1961)
- 1907 - Jerry Hopper, regista statunitense († 1988)
- 1907 - Owen McCann, cardinale e arcivescovo cattolico sudafricano († 1994)
- 1907 - Junji Nishikawa, calciatore giapponese
- 1908 - Leroy Anderson, compositore statunitense († 1975)
- 1908 - Fritz Feierabend, bobbista svizzero († 1978)
- 1908 - Bruno Fischer, scrittore statunitense († 1992)
- 1908 - Erik Lundqvist, giavellottista svedese († 1963)
- 1908 - Pratap Singh Gaekwad, principe indiano († 1968)
- 1908 - Giulio Tuci, militare italiano († 1941)
- 1909 - Tito Carnacini, giurista italiano († 1983)
- 1909 - Leo Pestelli, scrittore, linguista e critico cinematografico italiano († 1976)
- 1910 - Eric Houghton, calciatore e allenatore di calcio inglese († 1996)
- 1910 - Frank Loesser, compositore e librettista statunitense († 1969)
- 1911 - Katherine DeMille, attrice canadese († 1995)
- 1911 - Bernard Herrmann, compositore e direttore d'orchestra statunitense († 1975)
- 1911 - Bernhard van Lippe-Biesterfeld, nobile tedesco († 2004)
- 1912 - Lucie Aubrac, partigiana francese († 2007)
- 1912 - Valerie Davies, nuotatrice britannica († 2001)
- 1912 - Ralph Habib, regista francese († 1969)
- 1912 - Art Hyatt, cestista statunitense († 1991)
- 1912 - John Toland, storico statunitense († 2004)
- 1913 - Hans Knecht, ciclista su strada, pistard e ciclocrossista svizzero († 1986)
- 1913 - Earle Meadows, astista statunitense († 1992)
- 1913 - Jean Nicolas, calciatore francese († 1978)
- 1913 - Gian Carlo Ronchetti, bobbista italiano († 1991)
- 1913 - Gorazd Zvonický, poeta, scrittore e presbitero slovacco († 1995)
- 1914 - Rafael Kubelík, compositore e direttore d'orchestra ceco († 1996)
- 1914 - Vito Kubilus, cestista e allenatore di pallacanestro statunitense († 1986)
- 1915 - Pietro Sanchini, incisore italiano († 2002)
- 1915 - Paolo Sema, politico e sindacalista italiano († 2007)
- 1915 - Franz Spögler, militare tedesco († 1989)
- 1916 - Óscar Cristi, cavaliere cileno († 1965)
- 1916 - Giovanni Dello Jacovo, politico italiano († 1968)
- 1916 - John M. Johansen, architetto statunitense († 2012)
- 1916 - Runer Jonsson, giornalista e scrittore svedese († 2006)
- 1916 - Ľudmila Pajdušáková, astronoma slovacca († 1979)
- 1916 - Andrea Signoretto, calciatore italiano
- 1916 - Ruth Warrick, attrice statunitense († 2005)
- 1917 - Ulpio Minucci, compositore e musicista italiano († 2007)
- 1917 - Natale Vecchi, lottatore italiano († 1988)
- 1918 - Heinrich Lohrer, hockeista su ghiaccio svizzero († 2011)
- 1919 - Ernesto Corripio y Ahumada, cardinale e arcivescovo cattolico messicano († 2008)
- 1919 - Dea Garbaccio, cantante italiana († 1997)
- 1919 - Slim Pickens, attore statunitense († 1983)
- 1919 - Lloyd Richards, regista canadese († 2006)
- 1920 - Tom Blohm, calciatore norvegese († 2000)
- 1920 - César Rodríguez Álvarez, calciatore e allenatore di calcio spagnolo († 1995)
- 1920 - Pietro Fanciulli, presbitero, matematico e letterato italiano († 2012)
- 1920 - Odo Fusi Pecci, vescovo cattolico italiano († 2016)
- 1920 - Ray Harryhausen, produttore cinematografico, effettista e animatore statunitense († 2013)
- 1920 - Karl Molitor, sciatore alpino svizzero († 2014)
- 1920 - Aldo Novarese, grafico italiano († 1995)
- 1920 - Ettore Rosso, militare italiano († 1943)
- 1920 - Egidio Viganò, presbitero italiano († 1995)
- 1921 - Stéphan Dakowski, calciatore francese († 2016)
- 1921 - Frédéric Dard, scrittore francese († 2000)
- 1921 - Jean Kent, attrice britannica († 2013)
- 1921 - Desmond Leslie, scrittore, regista e compositore britannico († 2001)
- 1921 - Reinhard Mohn, imprenditore e editore tedesco († 2009)
- 1921 - Harry Schell, pilota automobilistico statunitense († 1960)
- 1921 - Armando Tre Re, calciatore italiano († 2003)
- 1921 - Benjamin Vanninen, fondista finlandese († 1975)
- 1921 - Pierre Viette, entomologo francese († 2011)
- 1922 - Ralph Burns, pianista, arrangiatore e compositore statunitense († 2001)
- 1922 - Demétrio Domingos Carrilho, calciatore portoghese († 1989)
- 1922 - Paul Flora, artista e illustratore italiano († 2009)
- 1923 - Ugo Angelino, alpinista italiano († 2016)
- 1923 - Gene Bilbrew, illustratore e fumettista statunitense († 1974)
- 1923 - Aldo Riva, allenatore di calcio e calciatore italiano
- 1924 - Vincenzo Baldassi, politico, giornalista e partigiano italiano († 2012)
- 1924 - Cid Corman, poeta, traduttore e editore statunitense († 2004)
- 1924 - Roby Guareschi, cantante e batterista italiano
- 1924 - Ezra Laderman, compositore statunitense († 2015)
- 1924 - Jurij Nyrkov, calciatore sovietico († 2005)
- 1924 - Piero Perin, scultore, medaglista e pittore italiano († 2008)
- 1925 - Pauline Flanagan, attrice irlandese († 2003)
- 1925 - John Fujioka, attore statunitense († 2018)
- 1925 - Werther Gaiani, calciatore italiano († 1944)
- 1925 - Dhimitraq Goga, cestista e allenatore di pallacanestro albanese († 2013)
- 1925 - Gianni Maierna, partigiano italiano († 2017)
- 1925 - Giorgio Napolitano, politico italiano († 2023)
- 1925 - Gianna Depoli, attrice teatrale italiana († 2008)
- 1925 - Cara Williams, attrice statunitense († 2021)
- 1926 - Jabir III al-Ahmad al-Jabir Al Sabah, emiro kuwaitiano († 2006)
- 1926 - James K. Baxter, poeta neozelandese († 1972)
- 1926 - Fabio Brandolisio, calciatore italiano († 1999)
- 1926 - Bob Lavoy, cestista e allenatore di pallacanestro statunitense († 2010)
- 1927 - Jake Bornheimer, cestista statunitense († 1986)
- 1927 - Pietro De Santis, calciatore italiano († 2009)
- 1927 - Piero Dorazio, pittore italiano († 2005)
- 1927 - Livio Isotti, ciclista su strada italiano († 1999)
- 1927 - Raymond Massol, pallanuotista francese († 2010)
- 1927 - Pat McGeer, cestista, fisico e neuroscienziato canadese († 2022)
- 1927 - Gian Pietro Rossi, politico e imprenditore italiano († 2019)
- 1928 - Pier Giovanni Anchisi, attore e sceneggiatore italiano († 2012)
- 1928 - Alfredo Biondi, politico e avvocato italiano († 2020)
- 1928 - Tommy Cavanagh, allenatore di calcio e calciatore inglese († 2007)
- 1928 - Giovanni Ferrara, scrittore, storico e politico italiano († 2007)
- 1928 - Gaspare Vella, psichiatra italiano († 2009)
- 1929 - Pat Crawford Brown, attrice statunitense († 2019)
- 1929 - Oriana Fallaci, giornalista e scrittrice italiana († 2006)
- 1929 - Fatima Zohra del Marocco, principessa marocchina († 2014)
- 1929 - Pete George, sollevatore statunitense († 2021)
- 1929 - Eberhard Jäckel, storico tedesco († 2017)
- 1929 - Andrea Karađorđević, principe serbo († 1990)
- 1930 - Ernst Albrecht, politico, funzionario e imprenditore tedesco († 2014)
- 1930 - Ivan Allen, danzatore statunitense († 2012)
- 1930 - Giorgio Bozzato, allenatore di calcio e calciatore italiano († 1988)
- 1930 - Hans Däscher, ex saltatore con gli sci svizzero
- 1930 - Robert Evans, produttore cinematografico, attore e produttore televisivo statunitense († 2019)
- 1930 - Sachiko Hidari, attrice e regista giapponese († 2001)
- 1930 - Anatolij Maslënkin, calciatore e allenatore di calcio sovietico († 1988)
- 1930 - Sławomir Mrożek, drammaturgo e scrittore polacco († 2013)
- 1930 - Jack Turner, cestista statunitense († 2014)
- 1930 - Ariadna Welter, attrice messicana († 1998)
- 1931 - Jorge Edwards, scrittore, critico letterario e giornalista cileno († 2023)
- 1931 - Ed Gilbert, doppiatore e attore statunitense († 1999)
- 1931 - Ralph Klein, cestista e allenatore di pallacanestro israeliano († 2008)
- 1931 - Alfredo Lulich, calciatore italiano († 2009)
- 1931 - Miklós Martin, pallanuotista ungherese († 2019)
- 1932 - Jean Bayless, attrice teatrale e cantante britannica († 2021)
- 1932 - Cees Groot, calciatore olandese († 1988)
- 1932 - Philip Hobsbaum, poeta, critico letterario e insegnante britannico († 2005)
- 1932 - Soon-tek Oh, attore sudcoreano († 2018)
- 1932 - James Patterson, attore statunitense († 1972)
- 1932 - Alberto Tridente, politico e sindacalista italiano († 2012)
- 1933 - Rosellina Archinto, editrice italiana
- 1933 - Piero Barucci, economista e politico italiano
- 1933 - George Ali Murad Khan Talpur, principe indiano
- 1933 - Carl Timner, pittore e disegnatore tedesco († 2014)
- 1933 - Gil de Roca Sales, compositore, direttore di coro e scrittore brasiliano († 2024)
- 1934 - Corey Allen, regista, attore e scrittore statunitense († 2010)
- 1934 - Gabriel Bermúdez Castillo, autore di fantascienza spagnolo († 2019)
- 1934 - Bob Burrow, cestista statunitense († 2019)
- 1934 - Hans R. Camenzind, ingegnere e progettista svizzero († 2012)
- 1934 - Merlyn Hans Dethlefsen, militare e aviatore statunitense († 1987)
- 1934 - Susan George, politologa e attivista statunitense
- 1934 - Henning Kronstam, ballerino e direttore artistico danese († 1995)
- 1934 - Giuseppe Vavassori, calciatore e allenatore di calcio italiano († 1983)
- 1934 - Pierluigi Zeno, calciatore italiano († 2016)
- 1935 - Piera Fassio, lunghista italiana
- 1935 - Sally Greengross, politica britannica († 2022)
- 1935 - Vassilis Konstantakopoulos, armatore e imprenditore greco († 2011)
- 1935 - Piero Parodi, cantante e compositore italiano († 2022)
- 1936 - Jacques Balutin, attore e doppiatore francese
- 1936 - Luciano Bux, vescovo cattolico italiano († 2014)
- 1936 - Pietro Cerullo, politico italiano
- 1936 - D'Arcy Coulson, slittinista canadese († 2020)
- 1936 - David Jenkins, ex pattinatore artistico su ghiaccio statunitense
- 1936 - Willie Jones, ex cestista statunitense
- 1936 - Harmon Killebrew, giocatore di baseball statunitense († 2011)
- 1936 - Edward Koiki Mabo, australiano († 1992)
- 1936 - Kigeli V del Ruanda, re ruandese († 2016)
- 1937 - Suzanne Boorsch, statunitense
- 1937 - Manin Carabba, magistrato e docente italiano († 2022)
- 1937 - Pier Benito Greco, musicista, compositore e paroliere italiano († 2018)
- 1937 - Donato Leoni, produttore cinematografico italiano († 2015)
- 1937 - Luigi Meriggi, politico italiano († 2003)
- 1937 - Yair Nossovsky, ex calciatore israeliano
- 1937 - Oleg Tjurin, canottiere sovietico († 2010)
- 1938 - Giovanni Bogliolo, francesista e traduttore italiano († 2019)
- 1938 - Bill Brown, giocatore di football americano statunitense († 2018)
- 1938 - Natalia Kot, ex ginnasta polacca
- 1938 - Giampaolo Menichelli, ex calciatore italiano
- 1938 - Max Samper, allenatore di calcio e ex calciatore francese
- 1939 - Eugenia Casini-Ropa, storica dell'arte e saggista italiana
- 1939 - Pier Paolo Cattozzi, giornalista italiano
- 1939 - Sante Gaiardoni, pistard e ciclista su strada italiano († 2023)
- 1939 - Brian Johnson, effettista britannico
- 1939 - Lo Lieh, attore e regista indonesiano († 2002)
- 1939 - Szonja Székvári, ex cestista ungherese
- 1940 - Vjačeslav Petrovič Artëmov, compositore russo
- 1940 - Nelson Chabay, allenatore di calcio e calciatore uruguaiano († 2018)
- 1940 - John Dawes, rugbista a 15 e allenatore di rugby a 15 britannico († 2021)
- 1940 - Ken Done, artista australiano
- 1940 - Maryvonne Gilotte, fotografa francese († 2012)
- 1940 - Walter Legel, sollevatore austriaco († 1999)
- 1940 - Nancy Ramey, ex nuotatrice statunitense
- 1941 - Chieko Baishō, cantante, attrice e doppiatrice giapponese
- 1941 - Margitta Gummel, pesista tedesca († 2021)
- 1941 - Giorgio Rifelli, sessuologo e psicologo italiano († 2013)
- 1941 - Jacques Toubon, funzionario, politico e avvocato francese
- 1941 - Stokely Carmichael, attivista trinidadiano († 1998)
- 1942 - Virginio Bettini, politico italiano († 2020)
- 1942 - Andrea Jonasson, attrice teatrale tedesca
- 1942 - Zigmantas Kiaupa, storico e archivista lituano
- 1942 - Wolfgang Kramer, inventore e autore di giochi tedesco
- 1942 - Oscar Simonton, oncologo e psicologo statunitense († 2009)
- 1942 - Tony Vogel, attore britannico († 2015)
- 1943 - Gerhard Auer, canottiere tedesco († 2019)
- 1943 - Little Eva, cantante statunitense († 2003)
- 1943 - Bob Brunning, bassista britannico († 2011)
- 1943 - Tarja Cronberg, politica finlandese
- 1943 - Piero Formica, economista italiano
- 1943 - Virginia Foxx, politica statunitense
- 1943 - Garland Jeffreys, cantautore, musicista e produttore discografico statunitense
- 1943 - Pedro Pablo León, calciatore peruviano († 2020)
- 1943 - Gene Littles, cestista, allenatore di pallacanestro e dirigente sportivo statunitense († 2021)
- 1943 - Empedocle Maffia, giornalista italiano († 2008)
- 1943 - Pino Micol, attore e regista italiano
- 1943 - Maureen O'Brien, attrice e scrittrice inglese
- 1943 - Paolo Parrini, filosofo italiano († 2020)
- 1943 - Fred Robsahm, attore e regista norvegese († 2015)
- 1943 - Doug Sims, ex cestista e allenatore di pallacanestro statunitense
- 1943 - Alessandra Vignoli, poetessa italiana († 2022)
- 1943 - Gabriele Volpi, imprenditore e dirigente sportivo italiano
- 1944 - Pietro Boccia, scrittore, sociologo e giornalista italiano
- 1944 - Gary Busey, attore statunitense
- 1944 - Lars Grini, ex saltatore con gli sci norvegese
- 1944 - Claude Humphrey, giocatore di football americano statunitense († 2021)
- 1944 - Piero Longo, politico e avvocato italiano
- 1944 - Ettore Maragnoli, mafioso italiano († 1996)
- 1944 - Michele, cantante italiano
- 1944 - Sean Patrick O'Malley, cardinale e arcivescovo cattolico statunitense
- 1944 - Collin Peterson, politico statunitense
- 1944 - Bob Rule, cestista statunitense († 2019)
- 1944 - Abdelkader Zaddem, ex mezzofondista tunisino
- 1945 - Chandrika Kumaratunga, politica cingalese
- 1945 - Mike Belkin, ex tennista canadese
- 1945 - Paola Gassman, attrice italiana († 2024)
- 1945 - José Rosa dos Santos, ex arbitro di calcio portoghese
- 1946 - Alice Arno, attrice e modella francese
- 1946 - Attilio Befera, dirigente d'azienda e dirigente pubblico italiano
- 1946 - Alicia Carletti, pittrice e litografa argentina († 2017)
- 1946 - Peterpaul Forcher, matematico austriaco († 2006)
- 1946 - Egon von Fürstenberg, principe e stilista tedesco († 2004)
- 1946 - Gitte Hænning, cantante e attrice danese
- 1946 - Franco Jadanza, cantante italiano
- 1946 - Antonio Padellaro, giornalista, scrittore e editore italiano
- 1946 - Ernesto Pérez Balladares, politico panamense
- 1946 - Giuseppe Unere, calciatore e allenatore di calcio italiano († 2008)
- 1947 - David Chiang, attore, regista e produttore cinematografico cinese
- 1947 - Ágúst Guðmundsson, regista e sceneggiatore islandese
- 1947 - Brian Herbert, autore di fantascienza statunitense
- 1947 - Richard Lewis, attore e comico statunitense († 2024)
- 1947 - Tino Magni, politico e sindacalista italiano
- 1947 - Mehdi Monajati, ex calciatore e allenatore di calcio iraniano
- 1947 - Claude Montana, stilista francese († 2024)
- 1947 - John Baptist Odama, arcivescovo cattolico ugandese
- 1947 - Graham Smith, violinista britannico
- 1947 - Robert Wald, fisico statunitense
- 1947 - Eric Wrixon, tastierista britannico († 2015)
- 1948 - Amadou Cissé, politico nigerino
- 1948 - Piero Di Siena, politico e giornalista italiano
- 1948 - Fred Grandy, attore e politico statunitense
- 1948 - Stefan Grützner, ex sollevatore tedesco orientale
- 1948 - Helge Karlsen, ex calciatore norvegese
- 1948 - Pedro Pablo Opeka, presbitero argentino
- 1948 - José Pacheco, cestista statunitense († 2015)
- 1948 - Ian Paice, batterista britannico
- 1948 - Vladimir Pajevic, pittore italiano
- 1948 - Paolo Rossi, ex cestista e allenatore di pallacanestro italiano
- 1948 - Rick Smith, ex hockeista su ghiaccio canadese
- 1948 - Emil Čakărov, direttore d'orchestra bulgaro († 1991)
- 1949 - Roger Allers, regista, sceneggiatore e animatore statunitense
- 1949 - Micky Arison, armatore israeliano
- 1949 - Pier Paolo Baretta, politico e sindacalista italiano
- 1949 - Greg Burson, doppiatore statunitense († 2008)
- 1949 - Joan Clos, politico e ambasciatore spagnolo
- 1949 - Dan Dierdorf, ex giocatore di football americano statunitense
- 1949 - Henri Proglio, imprenditore francese
- 1949 - Piero Sciotto, produttore teatrale, scrittore e musicista italiano
- 1949 - Lisette Sevens, ex hockeista su prato olandese
- 1949 - Pier Paolo Taddei, ex tiratore a segno sammarinese
- 1949 - Piero Toci, ex tennista italiano
- 1949 - Ann Veneman, politica statunitense
- 1949 - Valerie Ziegenfuss, ex tennista statunitense
- 1950 - Jo Ann Davis, politica statunitense († 2007)
- 1950 - Robert Elsie, antropologo canadese († 2017)
- 1950 - Pier Paolo Gasperoni, politico sammarinese († 1997)
- 1950 - Serginho Groisman, conduttore televisivo, giornalista e produttore teatrale brasiliano
- 1950 - Lucia Hippolito, giornalista, personaggio televisivo e politologa brasiliana († 2023)
- 1950 - Mike Richardson, editore, produttore cinematografico e fumettista statunitense
- 1951 - Janusz Brzozowski, ex pallamanista polacco
- 1951 - Pierpaolo De Giorgi, musicista, filosofo e poeta italiano
- 1951 - Patricia Duncker, scrittrice britannica
- 1951 - John Layton, dirigente sportivo, allenatore di calcio e calciatore inglese
- 1951 - Gian Filippo Reali, allenatore di calcio e ex calciatore italiano
- 1951 - Susanna Ronconi, brigatista, terrorista e saggista italiana
- 1951 - Don Rosa, fumettista e illustratore statunitense
- 1951 - Pier Paolo Scarrone, ex calciatore italiano
- 1951 - Don Zagier, matematico statunitense
- 1952 - Piero Gemelli, fotografo italiano
- 1952 - Breece D'J Pancake, scrittore statunitense († 1979)
- 1952 - Don Carlos, cantante giamaicano
- 1953 - Rita Bottiglieri, ex velocista, ostacolista e multiplista italiana
- 1953 - Gian Piero Broglia, politico italiano
- 1953 - Roberta Carreri, attrice teatrale italiana
- 1953 - Lamberto Ceserani, danzatore su ghiaccio italiano († 2025)
- 1953 - Don Dokken, cantante e produttore discografico statunitense
- 1953 - Mitchell Froom, produttore discografico e musicista statunitense
- 1953 - Colin Hay, cantante, chitarrista e compositore britannico
- 1953 - Deirdre O'Connell, attrice statunitense
- 1954 - Diego Ferrara, politico e medico italiano
- 1954 - Paolo Franceschelli, ex calciatore italiano
- 1954 - Lidia Gorlin, ex cestista, allenatrice di pallacanestro e dirigente sportiva italiana
- 1954 - Júnior, ex calciatore e allenatore di calcio brasiliano
- 1954 - Nikodem Skotarczak, criminale polacco († 1998)
- 1954 - Marcello Viotti, direttore d'orchestra svizzero († 2005)
- 1955 - Silvano Bulgari, scultore italiano († 2023)
- 1955 - Giacomo Chinellato, allenatore di calcio e ex calciatore italiano
- 1955 - Katrin Haenselt, ex cestista tedesca
- 1955 - Catherine T. Hunt, chimica statunitense
- 1955 - Robert Kalina, disegnatore austriaco
- 1955 - Kim Duk Koo, pugile sudcoreano († 1982)
- 1955 - Fritz Kuhn, politico tedesco
- 1955 - Massimo Liofredi, dirigente d'azienda italiano
- 1955 - Marco Meriggi, storico e docente italiano
- 1955 - Charles Joseph Precourt, ex astronauta statunitense
- 1955 - Daniel Pyne, sceneggiatore statunitense
- 1956 - Leszek Doliński, ex cestista, allenatore di pallacanestro e dirigente sportivo polacco
- 1956 - Nick Fry, dirigente d'azienda britannico
- 1956 - Donata Lenzi, politica italiana
- 1956 - Federico Massa, politico italiano
- 1956 - Pedro Santana Lopes, politico portoghese
- 1956 - Pëtr Vasilevskij, calciatore e allenatore di calcio sovietico († 2012)
- 1957 - María Conchita Alonso, attrice e cantante cubana
- 1957 - Maurizio Battista, comico, cabarettista e attore italiano
- 1957 - Gurbanguly Berdimuhamedow, politico turkmeno
- 1957 - Leslie Browne, ballerina e attrice statunitense
- 1957 - Paolo De Vita, attore italiano
- 1957 - Robert Forster, cantautore e chitarrista australiano
- 1957 - Roman Kozak, regista e attore russo († 2010)
- 1957 - Ouka Leele, pittrice, fotografa e poetessa spagnola († 2022)
- 1957 - Michael Nutter, politico statunitense
- 1957 - Sadi Olcay, ex cestista turco
- 1957 - Peter Vilfan, ex cestista sloveno
- 1957 - Iacopo Volpi, giornalista, conduttore televisivo e telecronista sportivo italiano
- 1958 - Dieter Althaus, politico tedesco
- 1958 - Najla Bouden Ramadan, politica tunisina
- 1958 - Roberto Burini, sciatore alpino italiano († 1978)
- 1958 - Paolo Cevoli, comico e cabarettista italiano
- 1958 - Ivan Kley, tennista brasiliano († 2025)
- 1958 - Klaus Kröppelien, ex canottiere tedesco
- 1958 - Per-Alvar Magnusson, nuotatore svedese († 2009)
- 1958 - Rosa Mota, ex maratoneta e mezzofondista portoghese
- 1958 - Annie Papa, attrice e ex modella italiana
- 1958 - Vincenzo Piso, politico italiano
- 1958 - Pascal Poisson, ex ciclista su strada e pistard francese
- 1958 - Ralf Rangnick, allenatore di calcio, dirigente sportivo e ex calciatore tedesco
- 1958 - Hervé Tullet, artista, scrittore e illustratore francese
- 1959 - Mike Bauer, ex tennista statunitense
- 1959 - P. Lion, musicista, cantante e produttore discografico italiano
- 1959 - Rob Rock, cantante statunitense
- 1959 - Gary Rydstrom, tecnico del suono e regista statunitense
- 1959 - Kai Suikkanen, allenatore di hockey su ghiaccio e ex hockeista su ghiaccio finlandese
- 1959 - Atsushi Uchiyama, allenatore di calcio e ex calciatore giapponese
- 1960 - Éric Barbier, regista e sceneggiatore francese
- 1960 - Tomaž Cerkovnik, sciatore alpino e allenatore di sci alpino sloveno († 2004)
- 1960 - Antoine Chappey, attore francese
- 1960 - Piero Cusato, tastierista e compositore italiano († 2010)
- 1960 - Jeff Jones, ex cestista e allenatore di pallacanestro statunitense
- 1960 - Karla Linke, ex nuotatrice tedesca orientale
- 1960 - Luís Onmura, judoka brasiliano († 2024)
- 1960 - Kevin Shirley, produttore discografico sudafricano
- 1960 - Karsten Speck, attore, cabarettista e personaggio televisivo tedesco
- 1960 - Manuel Zúñiga, allenatore di calcio e ex calciatore spagnolo
- 1961 - Miguel Bastón, ex calciatore spagnolo
- 1961 - Kimberlin Brown, attrice statunitense
- 1961 - Víctor Genes, allenatore di calcio e calciatore paraguaiano († 2019)
- 1961 - Greg Hetson, chitarrista statunitense
- 1961 - Sharon Lawrence, attrice e ballerina statunitense
- 1961 - István Messzi, sollevatore ungherese († 1991)
- 1961 - Jörg Meuthen, politico e economista tedesco
- 1961 - Paolo Notari, giornalista e conduttore televisivo italiano
- 1961 - Antonello Perillo, giornalista italiano
- 1961 - Pedro Requena, ex calciatore peruviano
- 1962 - Carles Boix, politologo spagnolo
- 1962 - Amanda Donohoe, attrice britannica
- 1962 - Joan Laporta, dirigente sportivo e politico spagnolo
- 1962 - Simonetta Santamaria, scrittrice italiana
- 1962 - George Zamka, astronauta statunitense
- 1963 - Enrico Bernardini, ex hockeista su pista e allenatore di hockey su pista italiano
- 1963 - Thomas W. Gabrielsson, attore svedese
- 1963 - Judith Hoag, attrice statunitense
- 1963 - Antauro Humala Tasso, politico, giornalista e ex militare peruviano
- 1963 - Anne-Sophie Mutter, violinista tedesca
- 1963 - Paolo Trancassini, politico italiano
- 1964 - Paolo Costa, bassista italiano
- 1964 - Orlando Febres, cestista statunitense († 2015)
- 1964 - Annapia Gandolfi, ex schermitrice italiana
- 1964 - Katia Ippaso, giornalista e scrittrice italiana
- 1964 - Wendy Kilbourne, attrice statunitense
- 1964 - Stefano Saletti, musicista, compositore e produttore discografico italiano
- 1964 - Alfredo Tomassini, calciatore peruviano († 1987)
- 1964 - William J. Vila, attore statunitense
- 1965 - Tripp Eisen, chitarrista statunitense
- 1965 - Zeebee, cantautrice, compositrice e produttrice discografica austriaca
- 1965 - László Fidel, ex canoista ungherese
- 1965 - Panagiōtīs Karatzas, ex cestista greco
- 1965 - Ignacio Provencio, neuroscienziato statunitense
- 1965 - Cristina Sciolla, ex pattinatrice di short track italiana
- 1965 - Matthew Weiner, sceneggiatore, regista e produttore televisivo statunitense
- 1966 - Oleksandr Bondarenko, allenatore di calcio e ex calciatore ucraino
- 1966 - Massimo Brambati, procuratore sportivo e ex calciatore italiano
- 1966 - Terry Dozier, ex cestista statunitense
- 1966 - Yōko Kamio, fumettista giapponese
- 1966 - Ünal Karaman, allenatore di calcio, dirigente sportivo e ex calciatore turco
- 1966 - Mwabilayi Ntumba, ex cestista della Repubblica Democratica del Congo
- 1966 - Michael Fors Olson, vescovo cattolico statunitense
- 1966 - John Part, ex giocatore di freccette e commentatore televisivo canadese
- 1966 - Massimo Reale, attore e sceneggiatore italiano
- 1966 - Audrius Rubežius, tenore lituano
- 1966 - Wang Youcai, attivista cinese
- 1967 - Jeff Burton, pilota automobilistico statunitense
- 1967 - John Feldmann, produttore discografico, cantante e chitarrista statunitense
- 1967 - Melora Hardin, attrice e cantante statunitense
- 1967 - Carl Hester, cavaliere britannico
- 1967 - Seamus McGarvey, direttore della fotografia britannico
- 1967 - Efraim Medina Reyes, scrittore, poeta e musicista colombiano
- 1967 - Alessandro Porro, allenatore di calcio e ex calciatore italiano
- 1967 - Chiho Saitō, fumettista giapponese
- 1967 - Svenja Schlicht, ex nuotatrice tedesca occidentale
- 1967 - Eskil Suter, pilota motociclistico svizzero
- 1967 - Pietro Vitalini, ex sciatore alpino italiano
- 1968 - Fernando Caretta, fumettista italiano
- 1968 - Lallo Circosta, comico e imitatore italiano
- 1968 - Paolo Corsini, giornalista e dirigente d'azienda italiano
- 1968 - Theoren Fleury, ex hockeista su ghiaccio canadese
- 1968 - Keith Hughes, cestista statunitense († 2014)
- 1968 - Andrzej Kozłowski, ex sollevatore polacco
- 1968 - Peter Rehberg, compositore britannico († 2021)
- 1968 - Riccardo Staglianò, scrittore e giornalista italiano
- 1968 - Federico Zampaglione, cantautore, regista e sceneggiatore italiano
- 1968 - Brian d'Arcy James, attore e cantante statunitense
- 1969 - Jordi Condom, allenatore di calcio e ex calciatore spagnolo
- 1969 - DJ Pooh, beatmaker, rapper e produttore discografico statunitense
- 1969 - Gary Haslam, pilota motociclistico britannico
- 1969 - Ilan Mitchell-Smith, attore statunitense
- 1969 - Qatip Osmani, allenatore di calcio macedone
- 1969 - Aleks Paunovic, attore canadese
- 1969 - Avdot'ja Smirnova, regista, giornalista e sceneggiatrice russa
- 1969 - Federica Valenti, doppiatrice italiana
- 1970 - Pierpaolo Frau, militare italiano
- 1970 - Mirco Gubellini, ex calciatore italiano
- 1970 - Per Andreas Haftorsen, ex calciatore norvegese
- 1970 - Angelika Mlinar, politica austriaca
- 1970 - Edda Mutter, ex sciatrice alpina tedesca
- 1970 - Melanie Paschke, ex velocista tedesca
- 1970 - Leonard Renfro, ex giocatore di football americano statunitense
- 1970 - Zoe Cassavetes, attrice, regista e sceneggiatrice statunitense
- 1970 - Emily Skinner, attrice e cantante statunitense
- 1970 - Tony Smith, ex giocatore di football americano statunitense
- 1970 - Mike Vallely, skater statunitense
- 1970 - Marcus Wareing, cuoco e personaggio televisivo britannico
- 1970 - Areg Ēlibekyan, pittore e artista armeno
- 1971 - Kaitlyn Ashley, ex attrice pornografica statunitense
- 1971 - Cléber Chalá, ex calciatore ecuadoriano
- 1971 - Christina Chang, attrice taiwanese
- 1971 - Gilberta Crispino, doppiatrice e attrice teatrale italiana
- 1971 - Nawal El Zoghbi, cantante libanese
- 1971 - Matthew Good, cantautore e musicista canadese
- 1971 - Anthony Hamilton, giocatore di snooker inglese
- 1971 - Katrin Neuenschwander, ex sciatrice alpina svizzera
- 1971 - Junko Noda, doppiatrice giapponese
- 1971 - Magdalena Parys, scrittrice, giornalista e traduttrice polacca
- 1971 - Iván Pérez, ex pallanuotista cubano
- 1971 - Jane Pikinini, ex cestista della Repubblica Democratica del Congo
- 1971 - Daniel Theuma, ex calciatore maltese
- 1972 - Nobuharu Asahara, ex velocista e lunghista giapponese
- 1972 - Pierpaolo Benigni, attore italiano
- 1972 - Rosa Caracciolo, ex modella e ex attrice pornografica ungherese
- 1972 - Daniel Isăilă, allenatore di calcio e ex calciatore rumeno
- 1972 - Lee Chul-seung, tennistavolista sudcoreano
- 1972 - Ana Mendes Godinho, giurista e politica portoghese
- 1972 - Cristina Pîrv, ex pallavolista rumena
- 1972 - Matteo Righetto, scrittore italiano
- 1972 - DJ Shadow, produttore discografico, beatmaker e disc jockey statunitense
- 1972 - Samantha Smith, attivista e attrice statunitense († 1985)
- 1972 - Sakis Tolis, chitarrista e cantante greco
- 1972 - Glen Whisby, cestista e allenatore di pallacanestro statunitense († 2017)
- 1972 - Chloë des Lysses, fotografa, giornalista e ex attrice pornografica francese
- 1973 - Curro Ávalos, ex cestista spagnolo
- 1973 - Lance Barber, attore statunitense
- 1973 - George Hincapie, dirigente sportivo e ex ciclista su strada statunitense
- 1973 - Kenneth Karlsen, ex calciatore norvegese
- 1973 - Kim Hui-seon, ex cestista sudcoreano
- 1973 - Enrico Mammarella, pallanuotista e allenatore di pallanuoto italiano
- 1973 - Kento Masuda, musicista e compositore giapponese
- 1974 - Maurizio Feller, ex sciatore alpino italiano
- 1974 - Flo Mounier, batterista canadese
- 1974 - Emiliano Pizzoli, ex ostacolista italiano
- 1974 - Fon Thanasunthorn, cantante e attrice thailandese
- 1974 - Viktoria Tolstoy, cantante svedese
- 1974 - Anjela Volkova, schermitrice azera
- 1975 - Filippo Gravino, sceneggiatore italiano
- 1975 - Adrián Guľa, allenatore di calcio e ex calciatore slovacco
- 1975 - Oleksandr Horjaïnov, allenatore di calcio e ex calciatore ucraino
- 1975 - José Luis Moltó, ex pallavolista spagnolo
- 1975 - Nikita Morgunov, ex cestista russo
- 1975 - Hennadij Oleščuk, ex sollevatore bielorusso
- 1975 - Īlias Papatheodōrou, allenatore di pallacanestro greco
- 1975 - María José Rienda, ex sciatrice alpina spagnola
- 1975 - Christian Testoni, produttore televisivo e conduttore radiofonico svizzero
- 1975 - Samu Wesslin, ex hockeista su ghiaccio finlandese
- 1976 - Daniel Carlsson, ex pilota di rally svedese
- 1976 - Katsutoshi Dōmori, ex calciatore giapponese
- 1976 - Antonino Fogliani, direttore d'orchestra italiano
- 1976 - Emmanuel Lemelson, presbitero e imprenditore statunitense
- 1976 - Ylva Lindberg, hockeista su ghiaccio svedese
- 1976 - Adriane Lopes, avvocato e politica brasiliana
- 1976 - Bret McKenzie, comico, attore e sceneggiatore neozelandese
- 1976 - Vladislav Ščučko, ex giocatore di calcio a 5 russo
- 1977 - Jeff Aubry, ex cestista statunitense
- 1977 - Jeff Baena, sceneggiatore e regista statunitense († 2025)
- 1977 - Sam Bailey, cantante britannica
- 1977 - Shannon Boxx, ex calciatrice statunitense
- 1977 - Cristian Cásseres, ex calciatore venezuelano
- 1977 - Paul Fogelberg, schermidore svedese
- 1977 - Erik Heijblok, allenatore di calcio e ex calciatore olandese
- 1977 - Will Kemp, attore britannico
- 1977 - Pavel Klimenko, generale russo († 2024)
- 1977 - Gerben Löwik, ex ciclista su strada olandese
- 1977 - Fabiano Massimi, scrittore e traduttore italiano
- 1977 - Pedro Paulo de Oliveira, dirigente sportivo, allenatore di calcio e ex calciatore brasiliano
- 1977 - Alessandro Raina, cantautore, musicista e scrittore italiano
- 1977 - Zuleikha Robinson, attrice britannica
- 1977 - Bradley Stryker, attore statunitense
- 1978 - Lorgio Álvarez, ex calciatore boliviano
- 1978 - Emad Bahavar, attivista iraniano
- 1978 - Luke Kirby, attore canadese
- 1978 - Paulo Jorge Pedro Lopes, ex calciatore portoghese
- 1978 - Jan-Paul Saeijs, ex calciatore olandese
- 1978 - Steve Savidan, allenatore di calcio e ex calciatore francese
- 1978 - Nicole Scherzinger, cantante, attrice e modella statunitense
- 1978 - Dirk Schrade, cavaliere tedesco
- 1978 - Marco Sincini, attore italiano
- 1978 - Paweł Sobczak, ex calciatore polacco
- 1978 - Ike Sturm, contrabbassista e compositore statunitense
- 1979 - Myron Allen, ex cestista statunitense
- 1979 - Artur Avila, matematico brasiliano
- 1979 - Zoltán Balázs, allenatore di calcio a 5 e ex giocatore di calcio a 5 ungherese
- 1979 - Clementine Ford, attrice statunitense
- 1979 - Mikko Keskinarkaus, ex combinatista nordico finlandese
- 1979 - André Lakos, hockeista su ghiaccio austriaco
- 1979 - Yehuda Levi, attore israeliano
- 1979 - Abs Breen, cantante e personaggio televisivo inglese
- 1979 - Andy O'Brien, ex calciatore inglese
- 1979 - Teresa Paternoster, pedagogista, regista e attrice italiana
- 1979 - Abraham Paz, allenatore di calcio e ex calciatore spagnolo
- 1979 - John Pohl, ex hockeista su ghiaccio statunitense
- 1979 - Gabriele Sabatini, doppiatore italiano
- 1979 - Tomoyuki Sakai, ex calciatore giapponese
- 1979 - Alejo Sauras, attore spagnolo
- 1979 - Marleen Veldhuis, ex nuotatrice olandese
- 1980 - Georgia Brown, cantautrice italiana
- 1980 - Teja Gregorin, ex biatleta e fondista slovena
- 1980 - Katherine Jenkins, mezzosoprano britannica
- 1980 - Marcel Kolaja, ingegnere e politico ceco
- 1980 - Ivan Krstić, calciatore jugoslavo († 2000)
- 1980 - Martin Truex Jr., pilota automobilistico statunitense
- 1980 - Yuka Yamazaki, ex calciatrice giapponese
- 1980 - Zhang Pengxiang, scacchista cinese
- 1980 - Petar Šuto, ex calciatore croato
- 1981 - Paolo Fucile, ex lottatore italiano
- 1981 - Pablo Giménez, ex calciatore paraguaiano
- 1981 - Joe Johnson, ex cestista statunitense
- 1981 - Tyrone Loran, ex calciatore olandese
- 1981 - Cherie Piper, ex hockeista su ghiaccio canadese
- 1981 - Ron Slay, ex cestista statunitense
- 1981 - Mirko Turri, ex bobbista italiano
- 1981 - Marijo Šivolija, pugile croato
- 1982 - Sara Di Filippo, allenatrice di calcio e ex calciatrice italiana
- 1982 - Pablo Herrera, giocatore di beach volley spagnolo
- 1982 - Amber Jacobs, ex cestista e allenatrice di pallacanestro statunitense
- 1982 - Colin Jost, comico e attore statunitense
- 1982 - Giancarlo Maldonado, ex calciatore venezuelano
- 1982 - Carlo Mammarella, ex calciatore italiano
- 1982 - Matthew Mercer, doppiatore e personaggio televisivo statunitense
- 1982 - Lily Rabe, attrice statunitense
- 1982 - Rafinha, ex calciatore brasiliano
- 1982 - Gennaro Tessitore, cestista italiano
- 1982 - Admir Vladavić, ex calciatore bosniaco
- 1983 - Luca Ascani, ex ciclista su strada italiano
- 1983 - Marcel Ewald, lottatore tedesco
- 1983 - Aundrea Fimbres, cantante e ballerina statunitense
- 1983 - Jimmy Gopperth, rugbista a 15 neozelandese
- 1983 - Il'ja Jašin, politico russo
- 1983 - Jesse Kongos, batterista e cantante sudafricano
- 1983 - Gabriele Rubini, cuoco e personaggio televisivo italiano
- 1983 - Miguel Weber, ex giocatore di calcio a 5 brasiliano
- 1984 - Samuel Edney, ex slittinista canadese
- 1984 - Christopher Egan, attore australiano
- 1984 - Egreen, rapper italiano
- 1984 - Nikola Grubješić, ex calciatore serbo
- 1984 - Emil Hallfreðsson, ex calciatore islandese
- 1984 - Han Ji-hye, attrice e modella sudcoreana
- 1984 - Tomáš Jirsák, calciatore ceco
- 1984 - Éder Lima, giocatore di calcio a 5 brasiliano
- 1984 - Suzie Mathers, cantante e attrice australiana
- 1984 - Carla Medina, cantante e chitarrista messicana
- 1984 - Samir Merzić, ex calciatore bosniaco
- 1984 - Salmo, rapper, cantautore e attore italiano
- 1984 - Luiza Possi, cantante brasiliana
- 1984 - Goša Rubčinskij, stilista e fotografo russo
- 1984 - Natthaphong Samana, calciatore thailandese
- 1984 - Tanja Scholz, nuotatrice tedesca
- 1984 - Aleksandr Šustov, altista russo
- 1985 - Fernanda Berti, pallavolista e giocatrice di beach volley brasiliana
- 1985 - Paolo Bossini, ex nuotatore italiano
- 1985 - Graham Gano, giocatore di football americano scozzese
- 1985 - Alison Gregorka, pallanuotista statunitense
- 1985 - Stephen Hauschka, ex giocatore di football americano statunitense
- 1985 - Dennis Pitta, giocatore di football americano statunitense
- 1985 - Marco Valli, politico italiano
- 1986 - Søren Christensen, ex calciatore danese
- 1986 - Serena Deeb, wrestler statunitense
- 1986 - Aníbal Hernández, calciatore uruguaiano
- 1986 - José Manuel Jurado, ex calciatore spagnolo
- 1986 - Magdalena Leciejewska, ex cestista polacca
- 1986 - Edward Maya, musicista, disc jockey e produttore discografico rumeno
- 1986 - Guillaume Raineau, canottiere francese
- 1986 - Devin Toner, rugbista a 15 irlandese
- 1986 - Valerio Virga, ex calciatore italiano
- 1986 - Disasterpeace, musicista e compositore statunitense
- 1986 - Stephen Williams, giocatore di football americano statunitense
- 1987 - Paul Batin, ex calciatore rumeno
- 1987 - Lewis Clinch, ex cestista statunitense
- 1987 - Alisa Kolosova, mezzosoprano russo
- 1987 - Marc-André Kruska, allenatore di calcio e ex calciatore tedesco
- 1987 - Luke McLean, ex rugbista a 15 australiano
- 1987 - Landon Milbourne, ex cestista statunitense
- 1987 - Elena Moretti, judoka italiana
- 1987 - Gal Nevo, ex nuotatore israeliano
- 1987 - Andrea Piechele, ex ciclista su strada italiano
- 1987 - Jimmy Sham, politico e attivista hongkonghese
- 1987 - Sophie Souwer, canottiera olandese
- 1987 - Tom Weston-Jones, attore britannico
- 1988 - Giovanni Agusto, cestista italiano
- 1988 - Éver Banega, calciatore argentino
- 1988 - Troy Deeney, allenatore di calcio e ex calciatore inglese
- 1988 - Egidijus Kavaliauskas, pugile lituano
- 1988 - Gzuz, rapper tedesco
- 1988 - Adrian Mannarino, tennista francese
- 1988 - Gabriele Morelli, rugbista a 15 italiano
- 1988 - Elnur Məmmədli, ex judoka azero
- 1988 - Andrea Negri, cestista italiano
- 1988 - Kamille, cantautrice, paroliera e produttrice discografica britannica
- 1988 - Martina Šindlerová, cantante slovacca
- 1988 - Dan Yakopo, rugbista a 15 e rugbista a 7 australiano
- 1988 - Azamat Zaseev, ex calciatore russo
- 1989 - Gwen Berry, martellista statunitense
- 1989 - Randi Degn, arciere danese
- 1989 - Sylvia Hoffman, bobbista e ex sollevatrice statunitense
- 1989 - Colton Iverson, ex cestista statunitense
- 1989 - Juninho, ex calciatore brasiliano
- 1989 - Guimer Justiniano, calciatore boliviano
- 1989 - Andreas Nordby, ex giocatore di calcio a 5 e ex calciatore norvegese
- 1989 - Denis Reul, hockeista su ghiaccio tedesco
- 1989 - Jimmie Rivera, artista marziale misto statunitense
- 1989 - Maciej Sadlok, calciatore polacco
- 1989 - Shaqwedia Wallace, cestista statunitense
- 1990 - Serdar Annaorazow, calciatore turkmeno
- 1990 - Areg Azatyan, ex calciatore armeno
- 1990 - Valentina Bettarini, ex hockeista su ghiaccio italiana
- 1990 - Pavel Čmovš, calciatore ceco
- 1990 - Enrico Ghione, cestista italiano
- 1990 - Piotr Hatowski, taekwondoka polacco
- 1990 - Mohamed Kherrazi, cestista marocchino
- 1990 - Subaru Kimura, attore, doppiatore e cantante giapponese
- 1990 - Gaetano Letizia, calciatore italiano
- 1990 - Kim Little, calciatrice scozzese
- 1990 - Yann M'Vila, calciatore francese
- 1990 - Ester Pantano, attrice italiana
- 1990 - Milan Pršo, calciatore serbo
- 1990 - Thomas Rogne, ex calciatore norvegese
- 1990 - Pavel Sankovič, nuotatore bielorusso
- 1990 - Nicola Schmid, ex sciatrice alpina tedesca
- 1990 - Petar Škuletić, ex calciatore serbo
- 1990 - Sayuri Sugawara, cantante giapponese
- 1990 - Laura Vargas Koch, judoka tedesca
- 1991 - Pierre Adrian, scrittore e giornalista francese
- 1991 - Júlio Alves, ex calciatore portoghese
- 1991 - Rachid Bouhenna, calciatore francese
- 1991 - Tanguy Cosyns, hockeista su prato belga
- 1991 - Jason Davidson, calciatore australiano
- 1991 - Jonathan Gilling, ex cestista danese
- 1991 - Dávid Guba, calciatore slovacco
- 1991 - Thomas Lehne Olsen, calciatore norvegese
- 1991 - Kawhi Leonard, cestista statunitense
- 1991 - Jahenns Manigat, cestista canadese
- 1991 - Cătălin-Petru Preda, tuffatore rumeno
- 1991 - Suk Hyun-jun, calciatore sudcoreano
- 1991 - Addison Timlin, attrice e cantante statunitense
- 1991 - Gutieri Tomelin, calciatore brasiliano
- 1991 - Andrej Zubkov, cestista russo
- 1992 - Clément Chevrier, ex ciclista su strada francese
- 1992 - Alice De Val, calciatrice italiana
- 1992 - Diamond Dixon, velocista statunitense
- 1992 - Sjarhej Ihnatovič, calciatore bielorusso
- 1992 - Radoslav Kirilov, calciatore bulgaro
- 1992 - Rose Namajunas, artista marziale misto statunitense
- 1992 - Michalina Olszańska, attrice polacca
- 1992 - Gabriela Petrova, triplista bulgara
- 1992 - Christopher Pousa, ex calciatore andorrano
- 1992 - Adam Gary Sevani, ballerino e attore statunitense
- 1992 - Gonzalo Vega, calciatore uruguaiano
- 1992 - Souheila Yacoub, attrice svizzera
- 1993 - Eray Ataseven, calciatore turco
- 1993 - Edi Baša, calciatore croato
- 1993 - Anthon Cassman, ex sciatore alpino svedese
- 1993 - Jordy van Deelen, calciatore olandese
- 1993 - Harrison Gilbertson, attore australiano
- 1993 - Lorenzo James Henrie, attore statunitense
- 1993 - David Houska, calciatore ceco
- 1993 - Gil Itzhak, calciatore israeliano
- 1993 - Fran Kirby, calciatrice inglese
- 1993 - Luise Kummer, biatleta tedesca
- 1993 - Ryūtarō Megumi, calciatore giapponese
- 1993 - Arnaud Moto, cestista camerunese
- 1993 - Søren Mussmann, ex calciatore danese
- 1993 - Pedro Nieves, pallavolista portoricano
- 1993 - Petrișor Petrescu, calciatore rumeno
- 1993 - Alonso Quintero, attore e cantante cileno
- 1993 - Jessa Rhodes, attrice pornografica statunitense
- 1993 - Lazar Rosić, calciatore serbo
- 1993 - Bilel Saidani, calciatore tunisino
- 1993 - George Sampson, ballerino inglese
- 1993 - Oliver Tree, cantautore e rapper statunitense
- 1993 - Pedro Pablo Velasco, calciatore ecuadoriano
- 1993 - Xie Pengfei, calciatore cinese
- 1994 - Baptiste Aloé, calciatore francese
- 1994 - Elina Born, cantante estone
- 1994 - Hidajet Hankić, calciatore bosniaco
- 1994 - Chris Horton, cestista statunitense
- 1994 - Iván López Álvarez, calciatore spagnolo
- 1994 - Łukasz Kaczmarek, pallavolista polacco
- 1994 - Camila Mendes, attrice statunitense
- 1994 - Vaspowrak Minasyan, calciatore armeno
- 1994 - Alysha Newman, astista canadese
- 1994 - Leandro Paredes, calciatore argentino
- 1994 - Caroline Powell, sciatrice alpina britannica
- 1994 - Max Røisland, ex sciatore alpino norvegese
- 1994 - Lis Shoshi, cestista kosovaro
- 1994 - Jonathan Silva, calciatore argentino
- 1994 - Alexander Thury, giocatore di football americano austriaco
- 1995 - Lisa Angiolini, nuotatrice italiana
- 1995 - Ivan Brkić, calciatore croato
- 1995 - Choi Ri, attrice sudcoreana
- 1995 - Gareon Conley, ex giocatore di football americano statunitense
- 1995 - Kariata Diaby, cestista ivoriana
- 1995 - Andreas Gruber, calciatore austriaco
- 1995 - Jacori Hayes, calciatore statunitense
- 1995 - Sam Hubbard, ex giocatore di football americano statunitense
- 1995 - Nikolaj Komličenko, calciatore russo
- 1995 - Nicholas Latifi, ex pilota automobilistico canadese
- 1995 - Carl Lawson, giocatore di football americano statunitense
- 1995 - Adrijana Lekaj, tennista croata
- 1995 - Maria Miccoli, cestista italiana
- 1995 - Giaime, rapper italiano
- 1995 - Luke Nelson, cestista britannico
- 1995 - Raúl Osorio, calciatore cileno
- 1995 - Michał Pleskowicz, speedcuber polacco
- 1995 - Roman Popov, ex calciatore ucraino
- 1995 - Eldor Shomurodov, calciatore uzbeko
- 1995 - João Paulo Silva Martins, calciatore brasiliano
- 1995 - Leandro Vilela, calciatore brasiliano
- 1996 - Yonatan Cohen, calciatore israeliano
- 1996 - Kristin Lysdahl, sciatrice alpina norvegese
- 1996 - Agustín Nadruz, calciatore uruguaiano
- 1996 - Bart Ramselaar, calciatore olandese
- 1996 - Emilio Sakraya, attore e musicista tedesco
- 1996 - Jurij Žuravlëv, calciatore russo
- 1997 - Alpha Diallo, cestista statunitense
- 1997 - Mikkel Duelund, calciatore danese
- 1997 - Chrīstos Gouiler, calciatore cipriota
- 1997 - Hkeem, rapper e cantante norvegese
- 1997 - Rolando Mandragora, calciatore italiano
- 1997 - Eden Massouema, calciatore francese
- 1997 - Siddharth Pardeshi, tuffatore indiano
- 1997 - Louka Prip, calciatore danese
- 1997 - Juan Camilo Salazar, calciatore colombiano
- 1997 - Žan Mark Šiško, cestista sloveno
- 1997 - Wilhelm Vorsager, calciatore austriaco
- 1998 - Williams Barlasina, calciatore argentino
- 1998 - Bruno Bogojević, calciatore croato
- 1998 - Artur Crăciun, calciatore moldavo
- 1998 - Eberechi Eze, calciatore inglese
- 1998 - Mariena Hayden, pallavolista statunitense
- 1998 - Mattias Käit, calciatore estone
- 1998 - Pia Kästner, pallavolista tedesca
- 1998 - Tazé Moore, cestista statunitense
- 1998 - Gjon's Tears, cantante e compositore svizzero
- 1998 - Geōrgios Ntaviōtīs, calciatore greco
- 1998 - Emma Oosterwegel, multiplista e giavellottista olandese
- 1998 - Shamorie Ponds, cestista statunitense
- 1998 - Michael Porter, cestista statunitense
- 1998 - Shiho Tanaka, judoka giapponese
- 1999 - Agustín Alfaro, calciatore uruguaiano
- 1999 - Jasmine Baird, snowboarder canadese
- 1999 - Tom Francis, attore teatrale britannico
- 1999 - Mario García, mezzofondista spagnolo
- 1999 - Gregorio Gios, hockeista su ghiaccio italiano
- 1999 - Philipp Herkenhoff, cestista tedesco
- 1999 - Giorgi Kochorashvili, calciatore georgiano
- 1999 - Diogo Pinto, calciatore portoghese
- 1999 - Andri Syahputra, calciatore indonesiano
- 1999 - Dmitrij Cypčenko, calciatore russo
- 1999 - Nikita Volodin, pattinatore artistico su ghiaccio russo
- 1999 - Spencer Wright, ex sciatore alpino statunitense
- 2000 - Shawn Adewoye, calciatore belga
- 2000 - Lina Alsmeier, pallavolista tedesca
- 2000 - Queen Egbo, cestista statunitense
- 2000 - Redmond Gerard, snowboarder statunitense
- 2000 - Ivan Girëv, nuotatore russo
- 2000 - Euan Henderson, calciatore scozzese
- 2000 - Digga D, rapper britannico
- 2000 - Haneen Ibrahim, nuotatrice sudanese
- 2000 - Oleksij Kaščuk, calciatore ucraino
- 2000 - Angela Procida, nuotatrice, paraciclista e ingegnere Biomedico italiana
- 2000 - Christian Rasmussen, pilota automobilistico danese
- 2000 - Joachim Rothmann, calciatore danese
- 2000 - Sambou Sissoko, calciatore maliano
- 2000 - Ramiro Sordo, calciatore argentino
- 2000 - Pedro Rangel, calciatore brasiliano
- 2000 - Léo Pereira, calciatore brasiliano

## XXI secolo(24)
- 2001 - Julian Champagnie, cestista statunitense
- 2001 - Justin Champagnie, cestista statunitense
- 2001 - Gunnar Henderson, giocatore di baseball statunitense
- 2001 - Éric Perrot, biatleta francese
- 2001 - Allahyar Sayyadmanesh, calciatore iraniano
- 2001 - Anja Weber, fondista e triatleta svizzera
- 2002 - Fabio Christen, ciclista su strada e pistard svizzero
- 2002 - Santiago Corbo, calciatore uruguaiano
- 2002 - Enzo Cornelisse, calciatore olandese
- 2002 - Mateus Sarará, calciatore brasiliano
- 2002 - Maksım Samorodov, calciatore kazako
- 2002 - Jaylin Williams, cestista statunitense
- 2003 - Jude Bellingham, calciatore inglese
- 2003 - Konfuz, cantante armeno
- 2004 - Tommaso Corazza, calciatore italiano
- 2004 - Jolana Hradilová, combinatista nordica ceca
- 2004 - Ferdia Shaw, attore irlandese
- 2004 - Nemanja Trifunović, calciatore serbo
- 2004 - Mykel Williams, giocatore di football americano statunitense
- 2005 - Stanis Idumbo, calciatore belga
- 2005 - Elkin Muñoz, calciatore ecuadoriano
- 2006 - Nahuel Leivas, calciatore uruguaiano
- 2006 - Dóra Molnár, nuotatrice ungherese
- 2009 - Alihan Türkdemir, attore turco